# Трансформеры. Трилогия о войне за Кибертрон
«Трансформеры. Трилогия о войне за Кибертрон» (англ. Transformers: War for Cybertron Trilogy), также известен как «Трансформеры: Война за Кибертрон» (англ. Transformers: War for Cybertron) — оригинальный аниме-телесериал Netflix 2020 года. Создателем сериала выступила Rooster Teeth, а анимационной студией — Polygon Pictures.

## Сюжет

### Глава 1: Осада (Siege)
Кибертрон был разрушен гражданской войной между автоботами и десептиконами. В попытке положить конец конфликту Мегатрон рассматривает использование Искры в качестве последнего средства, но Оптимус Прайм хочет предотвратить это, даже если это означает уничтожение Кибертрона, чтобы спасти её.

### Глава 2: Восход Земли (Earthrise)
С исчезновением Искры Мегатрон вынужден столкнуться с суровой реальностью: его десептиконы оказались в ловушке на умирающем Кибертроне. Тем временем, затерянный в самых тёмных уголках космоса, Оптимус Прайм и его команда отправляются на отчаянную миссию.

### Глава 3: Королевство (Kingdom)
Безумная гонка за поиском Искры достигает кульминации на незнакомой планете, когда будущее обрушивается на сегодняшний день.

## Эпизоды
| Сезон        | Оригинальное название | Русское название | Эпизоды | Выпуск          |
| ------------ | --------------------- | ---------------- | ------- | --------------- |
| Первый сезон | Siege                 | Осада            | 6       | 30 июля 2020    |
| Второй сезон | Earthrise             | Восход Земли     | 6       | 30 декабря 2020 |
| Третий сезон | Kingdom               | Королевство      | 6       | 29 июля 2021    |

## Производство
После завершения мультсериала «Трилогия войн Праймов» в июле 2018 года и официального закрытия Machinima Inc. в феврале 2019 года, продюсерская студия Hasbro — Allspark и Netflix анонсировали мультсериал «Трилогия о войне за Кибертрон» производства Rooster Teeth, вместе с Allspark Animation и Polygon Pictures. Ф. Дж. ДеСанто, ранее работавший над «Трилогией войн Праймов», вернулся в качестве шоураннера, а Джордж Крстич (Войны гештальтов), Гэвин Хайнайт (Кибервселенная) и Брэндон Истон (Боты-спасатели) присоединились в качестве сценаристов. Первый сезон изначально планировалось выпустить в июне 2020 года, но выпуск был перенесен на 30 июля из-за пандемии COVID-19. Выход второго сезона состоялся 30 декабря 2020 года. Третий и последний сезон вышел 29 июля 2021 года.

## Приём
На Rotten Tomatoes первый сезон «Осада», имеет рейтинг одобрения 95%, на основе отзывов 20 критиков. Второй сезон «Восход Земли», имеет рейтинг одобрения 86%, на основе отзывов 7 критиков. Третий сезон «Королевство», имеет рейтинг одобрения 90%, на основе отзывов 10 критиков.
Фанаты раскритиковали Rooster Teeth за то, что они не использовали актёров озвучивания уровня Питера Каллена, Фрэнка Уэлкера или актёров, которые ранее участвовали во франшизе, и вместо этого наняли актёров, «не входящих в профсоюз». Гари Чок (который ранее озвучивал Оптимуса Праймала), критически отнёсся к дубляжу, который он назвал «низкоэнергетичным».

## Заметки
1. ↑  Главный/Руководящий режиссёр (яп. 総監督).
2. 1 2  Также автор сюжета
3. ↑  Руководящий продюсер